# Nyköpings kommunvapen

Nyköpings vapen har medeltida ursprung.

Nyköpings kommunvapen registrerades för Nyköpings kommun 1975. Det är samma vapen som länge hade använts för Nyköpings stad och liknar till sitt motiv många andra medeltida städers vapen.

## Blasonering
Blasonering: I fält av silver ett rött borgtorn med krenelerad väktargång och spetsig tornhuv.

## Bakgrund
Nyköping blev stad på 1200-talet och dess äldsta kända sigill är från 1359. Motivet i detta var ett borgtorn av samma slag som finns i det nuvarande vapnet, något som var vanligt i sigill för medeltida städer, som normalt var befästa och muromgärdade. Bilden hade länge använts som vapenbild för staden, men när det traditionella vapnet skulle få formell fastställelse hade staden under årtionden använt en mer realistiskt återgiven borgmodell i sin sköld. Riksheraldikerämbetet förmådde dock staden att godta en återgång till den medeltida förebilden och vapnet kunde fastställas av Kungl. Maj:t (regeringen) med ovanstående blasonering den 6 april 1945.
När den moderna kommunen bildades genom flera sammanläggningar 1971-1974, införlivades hela eller delar av tidigare landskommuner och till och med en annan gammal stad, Trosa. Många av dessa hade vapen, men den namngivande stadens vapen registrerades 1975 för den nya kommunen hos Patent- och registreringsverket enligt de nya regler för immaterialrättsligt skydd av svenska kommunvapen som då hade börjat gälla.
Så småningom har två delar brutits ut ur Nyköpings kommun och bildat nya kommuner: Trosa kommunvapen är samma vapen som Trosa stad använde och Gnesta kommun har antagit ett nyskapat.

## Vapen för tidigare kommuner inom nuvarande kommun

### Bettna
Vapnet för Bettna landskommun fastställdes av Kungl. Maj:t (regeringen) den 27 februari 1953 med följande blasonering: "I fält av silver på en stolpvis ställd, genomgående, grön gren tre röda äpplen, varav ett upptill och ett nedtill på höger sida och ett i mitten på vänster sida, vart och ett mitt emot ett av grenens trenne blad." Bilden syftar på Åkeröäpplen. Vapnet upphörde när Bettna delades och området fördelades mellan kommunerna Nyköping och Flen vid årsskiftet 1970/71; Åkerö ligger numera i Flens kommun.

### Rönö
Rönö landskommuns vapen fastställdes av Kungl. Maj:t den 17 december 1954 och blasonerades så: "I sköld, kluven av guld och grönt, en från ett berg uppväxande rönn med sex bärklasar, allt av motsatta tinkturer utom bärklasarna, som äro röda." En rönn fanns i vapnet för Rönö härad och syftar också på ortnamnets förled, medan skölden har kluvits för att markera skillnad mellan kommun och härad och häradets delning i två delar. De sex bärklasarna stod för de sex socknar som hade bildat Rönö landskommun. Rönö sammanlades med Nyköping vid årsskiftet 1970/71 och vapnet upphörde därmed.

### Stigtomta
Stigtomta landskommun fick sitt vapen fastställt av Kungl. Maj:t den 28 juni 1963. Blasoneringen formulerades: "I sköld av guld två från hörn till hörn gående svarta topografiska tecken för stig." Ortnamnet har tolkats som "platsen där stigarna möts". Vapnet miste sin giltighet när kommunen sammanlades med Nyköping vid årsskiftet 1970/71.

### Tunaberg
Tunabergs landskommuns vapen fastställdes den 9 oktober 1953 av Kungl. Maj:t med följande blasonering: "Sköld, delad av guld, vari två korslagda svarta kanoner, och av svart, vari ett avslitet örnhuvud av guld med röd beväring." Kanonerna syftar på Nävekvarns styckebruk, som också hade två korslagda kanoner i sitt märke, medan örnhuvudet är hämtat från vapnet för släkten de Besche som gjorde stora insatser för traktens bergshantering. Vapnet komponerades av Svenska Kommunalheraldiska Institutet. Tunaberg lades samman med Nyköping vid årsskiftet 1970/71 och vapnet upphörde då.

### Tystberga
Tystberga landskommun hade ett vapen som fastställdes av Kungl. Maj:t den 25 oktober 1957. Blasoneringen var: "I blått fält ett treberg av guld med tre uppväxande rågax av guld och däröver en flygande fågel av silver." Treberget är en anspelning på kommunnamnet och rågaxen på ortnamnet Rågö inom kommunen. Enligt legenden dödades S:t Botvid vid Rågö och när hans släktingar sedan kom för att leta efter honom så blev de vägledda av en vit fågel, som därmed har fått sin plats i vapnet. Vapnet upphörde när Tystberga sammanlades med Nyköping vid årsskiftet 1970/71. – När Gnesta kommun bildades genom utbrytning ur Nyköpings kommun kom en del av gamla Tystberga landskommun till den nya kommunen.

Bettna landskommun (1953-1970)
Rönö landskommun (1954-1970)
Stigtomta landskommun (1963-1970)
Tunabergs landskommun (1953-1970)
Tystberga landskommun (1957-1970)